# Síndrome de Van der Woude
El síndrome de Van der Woude es una enfermedad congénita - presente desde el momento del nacimiento- de origen genético y hereditaria según un patrón autosómico dominante. Es poco frecuente, se produce aproximadamente un caso por cada 60.000 niños nacidos. Está provocado por una mutación situada en el cromosoma 1q32-q41 que afecta al gen IRF6, el cual codifica el factor regulador del interferón 6, se han detectado numerosas mutaciones en el citado gen que provocan la enfermedad.
Los síntomas principales consisten en una serie de malformaciones que afectan al cráneo y la cara, entre ellas fisuras en el labio superior y paladar y presencia de pequeñas depresiones o fositas en el labio inferior. También puede existir falta de desarrollo dental (hipodoncia), malformaciones del corazón y de las extremidades, como la sindactilia. En general los síntomas tienen gran variabilidad entre los diferentes individuos afectados.
El tratamiento se basa en la cirugía sobre todo para corregir la fisura en el paladar cuando existe, los holluelos en el labio inferior tienen por lo general únicamente importancia estética, pero también pueden intervenirse para mejorar el aspecto facial.